# Kenny Young (giocatore di football americano)
* Solo nel precampionato e/o in squadra di allenamento
Kenneth Kim Young (Houma, 15 novembre 1995) è un giocatore di football americano statunitense linebacker attualmente free agent. Young ha precedentemente giocato per i Baltimore Ravens, i Los Angeles Rams, i Denver Broncos, i Las Vegas Raiders e i Tampa Bay Buccaneers. Al college ha giocato a UCLA.

## Carriera universitaria
Young ha iniziato a praticare il football alla John Curtis Christian High School per poi iscriversi all'Università della California dove ha giocato dal 2014 al 2017 per gli UCLA Bruins impegnati nella Pacific-12 Conference (Pac-12) della Divisione I della Football Bowl Subdivision (FBS) della NCAA.
| Stagione | Stagione | Stagione   | Stagione   | Stagione | Stagione | Difesa  | Difesa  | Difesa  | Difesa | Difesa | Difesa | Difesa |
| Anno     | Squadra  | Campionato | Conference | P        | PT       | T. tot. | T. sol. | T. ass. | Sack   | Pdev   | FF     |        |
| -------- | -------- | ---------- | ---------- | -------- | -------- | ------- | ------- | ------- | ------ | ------ | ------ | ------ |
| 2014     | UCLA     | FBS Div. I | Pac-12     | 13       | 6        | 35      | 21      | 14      | 0,0    | 0      | 0      |        |
| 2015     | UCLA     | FBS Div. I | Pac-12     | 13       | 12       | 69      | 40      | 29      | 0,5    | 2      | 1      |        |
| 2016     | UCLA     | FBS Div. I | Pac-12     | 12       | 12       | 90      | 55      | 33      | 5,0    | 0      | 3      |        |
| 2017     | UCLA     | FBS Div. I | Pac-12     | 12       | 12       | 110     | 77      | 33      | 1,0    | 0      | 3      |        |
| Totale   | Totale   | Totale     | Totale     | 50       | 42       | 304     | 193     | 109     | 6,5    | 2      | 7      |        |

Fonte: UCLA Bruins
In grassetto i record personali in carriera

## Carriera professionistica

### Baltimore Ravens

#### Stagione 2018
Young fu selezionato dai Baltimore Ravens nel 4º giro del Draft NFL 2018 con la 122ª scelta assoluta. Young esordì da titolare coi Ravens nella settimana 1, nella vittoria per 3–47 contro i Buffalo Bills, dove fece registrare quattro tackle e il suo primo sack in carriera. Young concluse la sua stagione da rookie con 41 tackle totali, 2,5 sack e un fumble forzato.

### Los Angeles Rams

#### Stagione 2019
Dopo aver iniziato la stagione coi Ravens, disputando 5 gare di cui 3 da titolare, il 15 ottobre 2019 Young fu scambiato con i Los Angeles Rams in cambio del cornerback Marcus Peters e di una scelta nel draft successivo.

#### Stagione 2020
Nella settimana 14, nella vittoria 24–3 contro i New England Patriots, Young si mise in evidenza mettendo a segno 8 tackle, un sack sul quarterback dei Patriots Cam Newton e segnando il suo primo touchdown in carriera, intercettando un passaggio di Newton e ritornandolo in meta per 79 yard.

### Denver Broncos

#### Stagione 2021
Dopo aver giocato tutte le prime 7 partite della stagione 2021 da titolare con i Rams, il 5 ottobre 2021 Young fu scambiato con i Denver Broncos per una scelta al 6º giro del draft 2024.

### Las Vegas Raiders

#### Stagione 2022
Il 9 maggio 2022 Young firmò con i Las Vegas Raiders. Il 18 agosto 2022 fu svincolato.

### Tampa Bay Buccaneers

#### Stagione 2022
Il 5 settembre 2022 Young firmò per la squadra di allenamento dei Tampa Bay Buccaneers. Il 17 settembre 2022 Young fu elevato al roster attivo per la partita di settimana 2 contro i New Orlean Saints e poi, il 21 settembre, firmò per il roster attivo, dove si era creato posto per gli infortuni di Josh Wells e Giovani Bernard. Young fu svincolato il 10 ottobre 2022 dopo aver giocato in quattro partite con lo special team facendo registrare un tackle assistito.

### New Orleans Saints

#### Stagione 2022
Il 10 novembre 2022 Young firmò per la squadra di allenamento dei New Orleans Saints. Young fu svincolato il 20 dicembre 2022.

## Statistiche

### Stagione regolare
| Stagione | Stagione    | Stagione | Stagione | Difesa  | Difesa  | Difesa  | Difesa | Difesa | Difesa | Difesa |
| Anno     | Squadra     | P        | PT       | T. tot. | T. sol. | T. ass. | Sack   | Pdev   | FF     |        |
| -------- | ----------- | -------- | -------- | ------- | ------- | ------- | ------ | ------ | ------ | ------ |
| 2018     | BAL         | 16       | 3        | 51      | 40      | 11      | 2,5    | 1      | 1      |        |
| 2019     | BAL         | 5        | 3        | 13      | 11      | 2       | 0,0    | 0      | 1      |        |
| 2019     | LAR         | 9        | 0        | 4       | 4       | 0       | 0,0    | 0      | 0      |        |
| 2019     | Totale 2019 | 14       | 3        | 17      | 15      | 2       | 0,0    | 0      | 1      |        |
| 2020     | LAR         | 16       | 6        | 52      | 31      | 21      | 1,0    | 2      | 0      |        |
| 2021     | LAR         | 7        | 7        | 46      | 27      | 19      | 2,0    | 1      | 1      |        |
| 2021     | DEN         | 6        | 6        | 29      | 14      | 15      | 0,0    | 0      | 1      |        |
| 2021     | Totale 2021 | 13       | 13       | 75      | 41      | 34      | 2,0    | 1      | 2      |        |
| 2022     | TB          | 4        | 0        | 1       | 0       | 1       | 0      | 0      | 0      |        |
| Totale   | Totale      | 63       | 25       | 196     | 127     | 69      | 5,5    | 4      | 4      |        |

### Playoff
| Stagione | Stagione | Stagione | Stagione | Difesa  | Difesa  | Difesa  | Difesa | Difesa | Difesa | Difesa |
| Anno     | Squadra  | P        | PT       | T. tot. | T. sol. | T. ass. | Sack   | Pdev   | FF     |        |
| -------- | -------- | -------- | -------- | ------- | ------- | ------- | ------ | ------ | ------ | ------ |
| 2018     | BAL      | 1        | 0        | 2       | 2       | 0       | 0,0    | 0      | 0      |        |
| 2020     | LAR      | 2        | 1        | 6       | 3       | 3       | 0,0    | 0      | 0      |        |
| Totale   | Totale   | 3        | 1        | 8       | 5       | 3       | 0,0    | 0      | 0      |        |

Fonte: Pro Football Reference
In grassetto i record personali in carriera — Statistiche aggiornate alla settimana 5 della stagione 2022